# HMS Airedale (L07)
HMS Airedale (L07) là một tàu khu trục hộ tống lớp Hunt Kiểu II của Hải quân Hoàng gia Anh Quốc được hạ thủy năm 1941 và đưa ra phục vụ vào năm 1942. Nó đã hoạt động trong Chiến tranh Thế giới thứ hai cho đến khi bị hư hại nặng bởi không kích trong lúc tham gia Chiến dịch Vigorous để tiếp tế cho Malta đang bị phong tỏa; nó bị ngư lôi và hải pháo từ các tàu đồng đội đánh đắm tại khu vực Đông Địa Trung Hải vào ngày 15 tháng 6, 1942.

## Thiết kế và chế tạo
Airedale được đặt hàng vào ngày 4 tháng 7, 1940 cho hãng John Brown & Company tại Clydebank trong Chương trình Chiến tranh Khẩn cấp 1940 và được đặt lườn vào ngày 20 tháng 11, 1940. Nó được hạ thủy vào ngày 12 tháng 8, 1941 và hoàn tất vào ngày 8 tháng 1, 1942. Con tàu được cộng đồng dân cư Spenborough ở West Riding thuộc hạt Yorkshire đỡ đầu trong khuôn khổ cuộc vận động gây quỹ Tuần lễ Tàu chiến năm 1942. Tên nó được đặt theo rừng săn cáo Airedale tại Yorkshire, và là chiếc tàu chiến duy nhất của Hải quân Anh được đặt cái tên này.

## Lịch sử hoạt động
Sau khi hoàn tất chạy thử máy, Airedale chuyển đến Scapa Flow vào tháng 2, 1942, nơi nó gia nhập Hạm đội Nhà và tiếp tục được trang bị hoàn thiện. Vào ngày 14 tháng 2, nó cùng tàu chị em Middleton (L74) và ba tàu đánh cá vũ trang tham gia hộ tống tại chỗ cho Đoàn tàu PQ11 hướng sang Murmansk, Liên Xô; đây là lần đầu tiên các tàu khu trục lớp Hunt tham gia hộ tống các Đoàn tàu vận tải Bắc Cực. Nó tách khỏi Đoàn tàu PQ11 ba ngày sau đó để quay trở về Scapa Flow.
Airedale sau đó được điều động sang Chi hạm đội Khu trục 5 tại khu vực Đông Địa Trung Hải, trực thuộc Hạm đội Địa Trung Hải. Vì vậy, nó lên đường vào ngày 28 tháng 2, cùng với tàu corvette Petunia (K79) hộ tống một đoàn tàu vận tải đi Gibraltar. Nó tách khỏi đoàn tàu sau khi đến Gibraltar vào ngày 13 tháng 3, và chỉ hai ngày sau lại hộ tống tàu tuần dương hạng nhẹ Dauntless (D45) đi mũi Hảo Vọng, Nam Phi. Sau khi đi đến Simonstown, Nam Phi vào ngày 3 tháng 4, nó tiếp tục hành trình qua ngã Ấn Độ Dương, Aden, Hồng Hải và kênh đào Suez, đi đến Alexandria, Ai Cập vào đầu tháng 5, nơi nó gia nhập Chi hạm đội Khu trục 5.
Vào ngày 11 tháng 5, Airedale cùng các tàu chị em Beaufort (L14) và Dulverton (L63) được cử đi bảo vệ cho tàu khu trục Jackal (F22) đang được kéo trở về Alexandria sau khi bị hư hại nặng do trúng bom bởi không kích của đối phương. Tuy nhiên, việc trợ giúp thất bại; Jackal phải bỏ lại vào ngày hôm sau do các đám cháy lan rộng và ngập nước nặng; nó bị tàu khu trục Jervis (F00) phóng ngư lôi đánh đắm.
Sang tháng 6, Airedale được huy động trong Chiến dịch Vigorous, một nỗ lực nhằm tăng viện từ hướng Đông cho đảo Malta đang bị đối phương phong tỏa. Nó cùng các tàu chiến khác thuộc Chi hạm đội Khu trục 5 lên đường vào ngày 13 tháng 6, hộ tống các tàu tuần dương và tàu khu trục hạm đội để bảo vệ cho Đoàn tàu MW11. Lực lượng chịu đựng không kích nặng nề và kéo dài của đối phương vào ngày hôm sau, khi tàu tuần dương hạng nhẹ Newcastle (C76) và tàu khu trục Hasty (H24) bị trúng ngư lôi. Đến ngày 15 tháng 6, đoàn tàu được lệnh quay trở lại do mối đe dọa của các tàu chiến chủ lực của Hải quân Ý, nhưng mệnh lệnh lại được Bộ chỉ huy tại Alexandria thay đổi, và đoàn tàu tiếp tục hành trình sang hướng Tây, tiếp tục bị đối phương không kích. Lúc 15 giờ 20 phút, Airedale ở phía bên mạn phải của đoàn tàu chịu đựng đợt tấn công bởi 12 máy bay ném bom bổ nhào Junkers Ju 87 "Stuka". Nó chịu đựng hai quả bom trúng phía sau tàu cùng ba quả suýt trúng, gây ra một đám cháy lớn và bị nổ hầm đạn. Nó phải bỏ lại và bị ngư lôi từ tàu chị em Aldenham (L22) cùng hải pháo của Hurworth (L28) đánh đắm. 133 sĩ quan và thủy thủ sống sót đã được cứu vớt.